# Knippa, Texas
Knippa là một nơi ấn định cho điều tra dân số (CDP) thuộc quận Uvalde, tiểu bang Texas, Hoa Kỳ. Năm 2010, dân số của nơi này là 689 người.